# 上閉伊郡
上閉伊郡（日语：／ Kamihei gun */?）是岩手縣的一郡。人口11,962人、面積200.59 km²（2013年）。
現轄有以下1町。
- 大槌町